# Правило паралелограма

Паралелограм.

## В Евклідовій геометрії
Сума квадратів довжин сторін паралелограма рівна сумі квадратів довжин його діагоналей.
{\displaystyle \ (AB)^{2}+(BC)^{2}+(CD)^{2}+(DA)^{2}=(AC)^{2}+(BD)^{2}.}

## В просторах зі скалярним добутком

В векторних просторах зі скалярним добутком, це правило виглядає так:
{\displaystyle \ 2\|x\|^{2}+2\|y\|^{2}=\|x+y\|^{2}+\|x-y\|^{2}}
де
{\displaystyle \ \|x\|^{2}=\langle x,x\rangle .}

## В нормованих просторах
В нормованих векторних просторах де немає векторного добутку, але є норма (за визначенням), якщо вона задовільняє правило паралелограма, то для цього простору можна ввести скалярний добуток:
для дійсного простору
{\displaystyle \langle x,y\rangle ={\|x+y\|^{2}-\|x-y\|^{2} \over 4},} або {\displaystyle {\|x+y\|^{2}-\|x\|^{2}-\|y\|^{2} \over 2},} або {\displaystyle {\|x\|^{2}+\|y\|^{2}-\|x-y\|^{2} \over 2}.}
для комплексного простору
{\displaystyle \langle x,y\rangle ={\|x+y\|^{2}-\|x-y\|^{2} \over 4}+i{\|ix-y\|^{2}-\|ix+y\|^{2} \over 4}.}
Вищенаведені формули називаються поляризаційною тотожністю.
Зрозуміло, що норма визначена через скалярний добуток наступним чином {\displaystyle \ \|x\|^{2}=\langle x,x\rangle } задовільнятиме ці тотожності.

## Поляризаційна тотожність
Поляризаційна тотожність часто використовується для перетворення банахових просторів в гільбертові.

### Узагальнення
Якщо B — симетрична білінійна форма в векторному просторі, а квадратична форма Q визначена як
{\displaystyle \ Q(v)=B(v,v)}
тоді
{\displaystyle {\begin{array}{l}4B(u,v)=Q(u+v)-Q(u-v),\\2B(u,v)=Q(u+v)-Q(u)-Q(v),\\2B(u,v)=Q(u)+Q(v)-Q(u-v).\end{array}}}